# 롬복섬
롬복섬(인도네시아어: Pulau Lombok)은 인도네시아 누사틍가라바랏 주의 섬이다. 소순다 열도의 일부로, 동쪽으로 롬복 해협을 끼고 발리섬이, 서쪽으로 알라스 해협을 끼고 숨바와섬이 위치한다. 면적 4,725 km2, 인구 2,536,000명(2004년)이다.

## 지리
롬복섬 북부에는 린자니 산(3726 m)이 우뚝 솟아 남쪽 기슭에는 넓은 대초원이 펼쳐지고 있다. 목축이 활발하며 쌀, 쪽, 커피를 생산한다. 서쪽 절반은 발리 사람이 많이 이동하고 역사적으로 그 속령이었던 롬복섬의 동쪽 반 부에는 무슬림인 사삭인들이 거주한다. 발리 사이의 롬복 해협은 생물 분포선인 월리스 선이 지나고 있다.

## 행정
- 마타람 - 주도
- 서부 롬복 현
- 중부 롬복 현
- 동부 롬복 현

## 관광

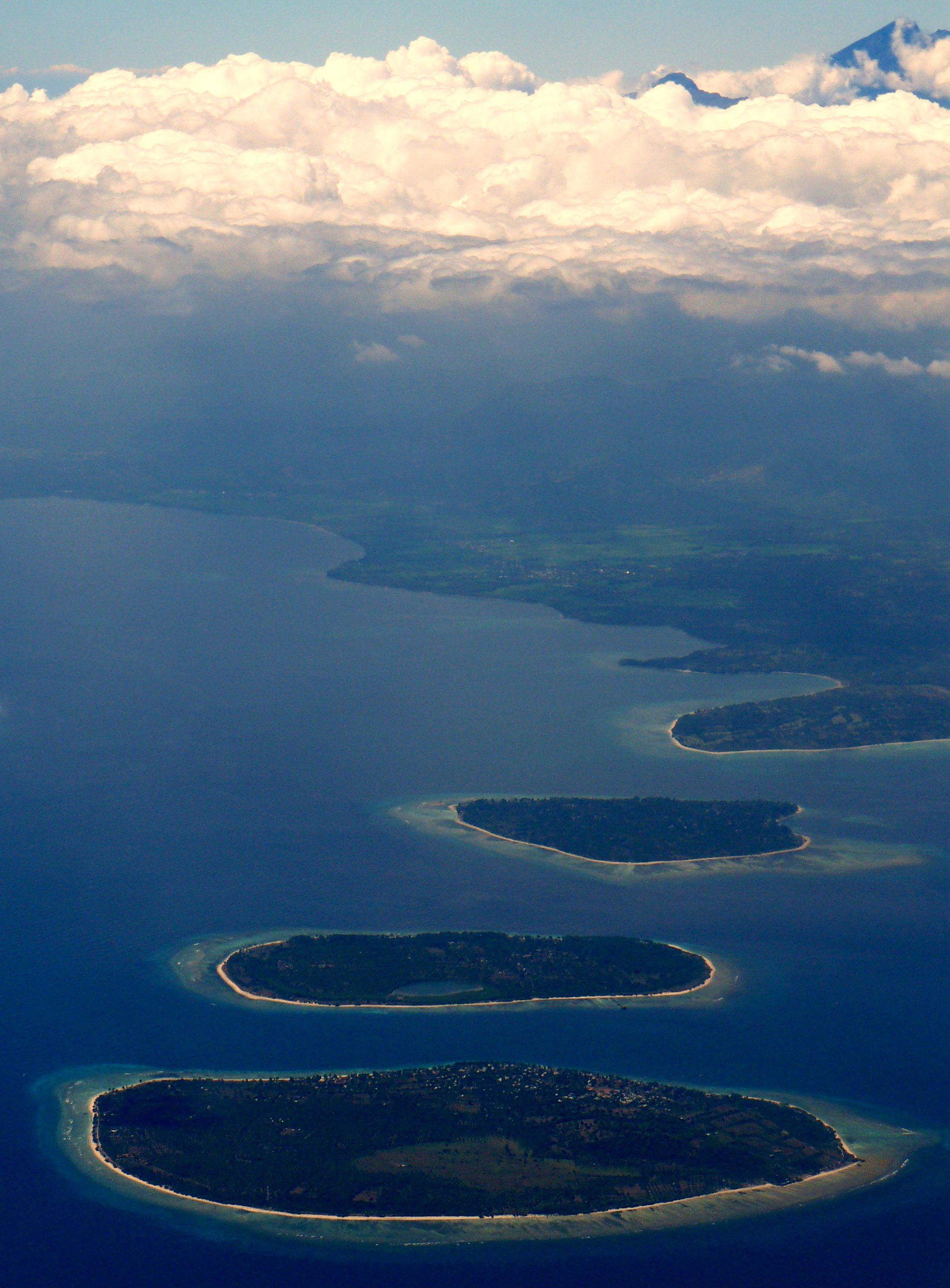
길리 아일랜드

섬의 서쪽에 셍기기 해변(Senggigi)이 있다. 또한 북서부 해안에 길리 아일랜드 (Gili Islands)라는 세 개의 작은 섬(길리 트라왕안, 길리 메노, 길리 아이르)이 있다. 길리(Gili)는 사사크어로 "작은 섬"을 의미하기 때문에, 길리 아일랜드라는 호칭은 엄밀하게는 실수이다. 남부에 있는 탄쥬안 비치는 인도네시아 최고의 해변으로 선정된 적도 있다. 해변 근처에 있는 마을 쿠타 (Kuta)는 몇 개의 호텔이 있고, 서핑을 목적으로 체류하는 서퍼도 많다.

## 교통
발리의 파당바이에서 롬복섬의 렘바르(Lemabar)에 페리가 취항하고 있다. 또한 길리 각 섬에 방살 항(Bangsal Harbor)에 보트가 취항한다. 항공은 셀라파랑 공항이 있다.

## 산림청 해외조림지
대한민국 산림청은 탄소배출권 확보용 최초의 해외조림지로 인도네시아 서부 누사틍가라 주에 위치한 롬복섬을 선정했다고 발표했다. 양국 정부는 롬복섬 조림지를 국제기후변화협약(UNFCCC)상의 "신규 조림 및 재조림 청정개발 사업"(AR CDM 사업)으로 인정받아 이산화탄소 배출권을 확보할 예정이다. 2005년 발효된 교토의정서에 따라 일정한 기준에 맞는 조림사업을 한 나라는 인센티브로 이산화탄소 배출 허용량을 더 확보하거나 이산화탄소를 더 배출할 권한을 다른 나라나 기업에 팔 수 있다.